# YUMEADO VANQUISH
YUMEADO VANQUISH（ユメアド ヴァンキッシュ）は、日本のバーチャルアイドルグループ。

## 概要
リアルアイドル事務所「タンバリンアーティスツ」所属の3人組バーチャルアイドルグループ。愛称は「VANQUISH」（ゔぁんきっしゅ）で、ファンネームは「ふぁんきっしゅ」である。
アイドルグループ「夢みるアドレセンス」（通称：夢アド）の妹分として結成、CHET Groupとタンバリンアーティスツの共同プロデュースで活動を開始した。グループ名には夢アド姉妹計画の最終兵器として「征服する、破る、負かす、克服する」の意味を有する「VANQUISH」の名がつけられ、活動の意気込みを表している。

## 経歴

### 発表前
2021年3月にタンバリンアーティスツが「夢アドV（仮）一期生メンバーオーディション なれんの⁉夢アドV（仮）!?」を開催。ミクチャのライブ配信にて審査を経た合格者3名が事務所所属となり、竹花ノートがキャラクターデザインを務めるアイドルVTuberとして活動できることが発表された。

### 6名でのグループ活動開始
2021年8月21日、神田明神ホールにて開催された「夢みるアドレセンス9周年記念ライブ DAY1」『YUMEADO V(仮)お披露目＆前夜祭だよ！無銭だよ！』でユニット名とメンバー7名のビジュアルが正式に公開された
。
2021年11月25日、YUMEADO VANQUISHが藍川らいせ、一条みりん、神楽音緒、倉本えみり、夏森宵、宮園ひまりの6名で活動を行うことが発表され、翌11月26日、正式に活動を開始した。
2022年1月以降、事務所主催ライブ「タンバリンマニアLIVE」にLive2Dモデルで定期出演を行う。
2022年8月20日、品川ザ・グランドホールにて開催された「夢みるアドレセンス10周年記念ライブ」で、3D化を発表。12月23日、Mixalive TOKYO Hall Mixaにて開催された「『idol3.0』vol00 ～Idols Awakening～ linked by AI REIN」で藍川らいせ・一条みりん・宮園ひまりが初の3Dライブを行った。
2022年10月30日、夏森宵がbilibili動画の個人チャンネルを開設。
2022年11月16日、一条みりんがYouTubeの個人チャンネルを開設。
2023年2月、ミクチャで開催された「Life Like a Live!5 ステージ出演コンテスト 3Dモデル部門」に一条が参加、本選最終2位となり、3月19日にはサイドステージ（ネクストえるすりー！）の出演を果たした。
2023年7月23日、VRアイドルえのぐがプロデュースする定期対バンイベント「VRide! Vol.1」に出演。初めてメンバー6人全員で3Dライブを行った。
2023年11月1日、グループ内ユニット「petit nøva」（ぷちっとのば、通称ぷちのば）がTikTokで「30日後にはじまるVsingerユニット」として活動を開始し、12月1日にデビュー配信を行った。メンバーは一条みりん、神楽音緒、夏森宵の3名。
2023年12月、藍川らいせ・倉本えみり・宮園ひまりがpixiv FANBOXを開始。
2023年12月20日、埼玉県川越市のFM局「FMルピナス」にて「一条みりんのみりらじ」を放送。番組の最後に2024年1月から「王道アイドル・一条みりんのキラキラジオ」の隔週火曜放送決定が発表された。
2024年1月20日、21日の2日間、石神井公園にあるカフェ「ふわたん」と「ぷちのば」のコラボカフェを実施。ぷちのばメンバーが1日店長を務めた。
2024年2月14日、藍川らいせがYouTubeの個人チャンネルを開設。

### 4人体制へ
2024年3月1日、夏森宵が3月末をもってYUMEADO VANQUISHを卒業することが発表された。
2024年3月21日、文化放送のラジオ番組「ぶいかふぇ♪」に一条みりん・神楽音緒の2名がゲスト出演。地上波出演を果たした。3月31日には、秋葉原トーク＆ライブバー from Scratchにて開催のライブイベント「ぶいかふぇ♪ Vol.29」にも出演。以降、メンバーが数度にわたってライブ出演している。
2024年4月、一条みりんがpixiv FANBOXを開始。
2024年6月28日、宮園ひまりが6月末をもってYUMEADO VANQUISHを卒業、タンバリンアーティスツ所属のソロVTuberになることが発表された。
2024年7月7日、渋谷CLUB CAMELOTにて開催の「Tokyo TV & ShiV FES Vol.1」にYUMEADO VANQUISH4名で出演。同ライブイベントは東京タワーでのライブ開催を目指すことを目的とし、JYANNAプライムを通じたアジア配信も行われた。
2024年8月10日、バーチャルロックシンガー揚羽胡蝶が主催する「揚羽胡蝶爆誕祭2024」が愛知県名古屋市にある栄RELATIONで開催され、第2部にメンバーの藍川らいせがゲスト出演した。関東地方以外の初ライブ出演となった。
2024年8月20日、デビュー3周年を迎えるにあたって、初のクラウドファンディングに挑戦した。グループ初となるオリジナル曲のリリースとワンマンライブ開催を目標に実施、開始7分で目標となるステージ1を達成した。最終日の10月10日には達成率346%でプロジェクトを締めくくった。
2024年9月8日、埼玉県川越市に初上陸となる「ライブバス」でライブイベントを行った。ライブバスでVTuberがパフォーマンスを行うのも初となった。
2024年9月13日、梅田にある制服専門店CONOMi大阪HEPFIVE店にて開催のスペシャルトークイベントに一条みりんが出演。関西地方での初イベント出演となった。
2024年11月30日、心斎橋周辺の4会場で行われたサーキットライブイベント「OVCフェス Vol.4」に出演。関東地方以外でのフルメンバーでの出演は初。
2024年12月22日、グループ初となる1stワンマンライブ「第一征服 -THE FIRST VANQUISH」を秋葉原トーク＆ライブバー from Scratchにて開催、オリジナル曲「ゔぁんきっしゅ!!」の初披露も行った。
2025年2月15日、東京タワーにある「RED° TOKYO TOWER」SKY STADIUMにて開催された「VV FES 〜Virtual Valentine Fes〜」に出演した。
2025年5月1日、大阪・関西万博において内閣府が主催する「アニメ・マンガ ツーリズム フェスティバル」にて開催の、VTuber「ぶいかふぇ♪」アニソンステージに、一条と神楽が出演した
。
2025年6月15日、藍川らいせが6月末をもってYUMEADO VANQUISHを卒業することが発表された。

## メンバー
出典：事務所公式サイト 、YouTube自己紹介動画

### メンバー
| 名前       | よみ              | ニックネーム              | 担当色   | 誕生日   | 出身地   | 備考 |
| ---------- | ----------------- | ------------------------- | -------- | -------- | -------- | ---- |
| 一条みりん | いちじょう みりん | みりんちゃん イチジョーシ | 赤色     | 11月15日 | VR埼玉県 |      |
| 神楽音緒   | かぐら ねお       | カミネオ ねおち           | オレンジ | 5月5日   | VR宮崎県 |      |
| 倉本えみり | くらもと えみり   | ポメ子 えみちゃん         | ピンク   | 9月21日  | VR宮城県 |      |

### 元メンバー
| 名前       | よみ            | ニックネーム        | 担当色 | 誕生日  | 出身地                    | 備考              |
| ---------- | --------------- | ------------------- | ------ | ------- | ------------------------- | ----------------- |
| 夏森宵     | なつもり よい   | よいちょまる ちょま | 水色   | 2月11日 | VR北海道                  | 2024年3月31日卒業 |
| 宮園ひまり | みやぞの ひまり | ぞの ひまちゃん     | 黄色   | 7月20日 | VR栃木県                  | 2024年6月30日卒業 |
| 藍川らいせ | あいかわ らいせ | らいせ らいらい     | 紫色   | 4月19日 | VR千葉県出身 VR東京都育ち | 2025年6月30日卒業 |

## ライブ・イベント
YUMEADO VANQUISHが出演したイベント・ライブを挙げる。会場は特筆しない限り、現地ライブのみとする。
また出演メンバーの「YUMEADO VANQUISH」は、特筆しない限りその時におけるフルメンバーを意味する。
セットリストは「楽曲名（歌唱メンバー）/ 原曲アーティスト（備考）」で記載してある。

## 出演番組
紹介のみを除く番組出演を挙げる。

### ラジオ番組
| 放送日               | 番組名                                   | 放送局     | 出演者 | 備考 |
| -------------------- | ---------------------------------------- | ---------- | --- | ---- |
| 2023年6月11日        | ハイボーの全力アーティストお届けします！ | FMルピナス | MC：ハイボー ゲスト：一条みりん |      |
| 2023年12月20日       | 一条みりんのみりらじ                     | FMルピナス | MC：一条みりん |      |
| 2024年1月9日-3月27日 | 王道アイドル・一条みりんのキラキラジオ   | FMルピナス | MC：一条みりん 初回（1/9）・第2回（2/9）ゲスト：白藤環（えのぐ） 第3回（2/27）ゲスト：夕月ティア 第4回（3/12）ゲスト：七海めあり（SVS） 第5回（3/27）ゲスト：夏森宵・神楽音緒 |      |
| 2024年3月21日        | ぶいかふぇ♪ 第38回                       | 文化放送   | MC：南登かなる ゲスト：一条みりん・神楽音緒 |      |
| 2024年8月1日         | ぶいかふぇ♪ 第57回                       | 文化放送   | MC：星影ラピス ゲスト：藍川らいせ・倉本えみり |      |

## その他企画など
2021年9月、一条みりんがミクチャで開催された千葉テレビ『AKB48のナイショ哲学』番組ナレーション担当権利獲得コンテストで受賞し、番組ナレーションを1か月担当した。
2021年12月、藍川らいせがミクチャで開催された、ゲーム「WAR of Zodiac」の声優起用イベントで1位となり、ラシータのキャラクターボイスを担当した。
2022年3月、VTuber専門情報誌「VTuberスタイル」×とらのあなコラボ企画である「第2回秋葉原ショーケース争奪！アピール動画コンテスト in クリエイティア」に参加、得票数で4位となり、とらのあな秋葉原店の窓に広告展開された。
2022年4月、ゲーム配信プラットフォーム「fingger」とのコラボイベントが開催された。
2022年7月、一条みりんがハッピーロード大山商店街の応援企画に参加した。結果は4位となり公式アンバサダーには届かなかったものの「うっすー賞」を受賞し、2022年10月から2か月間、商店街にポスターが掲示された。
2023年1月〜6月、埼玉県所沢市の所沢ドン・キホーテトコトコスクエア店に、店内POPとして一条みりんが登場した。
2023年6月、制服アパレルCONOMiが主催する日本制服 #デザインアワード とVANQUISHがコラボ。第6回日本制服デザインアワード特別賞「夢アドVANQUISH賞」として、受賞デザインが一条みりんの新衣装として実装されることが発表された。2024年2月12日に授賞式が行われ、デザイナーの春樹かなめが受賞した。
2023年11月、「わくわく！VTuberひろば おんらいん Vol.36」に一条みりん・神楽音緒・藍川らいせ・宮園ひまりの4名が参加した。オンラインくじのほか、1on1の3Dトーク会も実施された。
2024年1月23日〜2月20日に行われた、ロードモバイル VTuberギルドマッチVol.1に参加。一条みりん率いる「MirinChan Kingdom」が優勝を果たし、3D新衣装&ライブを実現させた。
2024年2月24日〜3月18日、TaPrize×petit n∅vaのオンラインコラボガチャが実施された。
2024年6月15日、コトバス×VRegionオンラインバスツアーin埼玉が挙行され、ゲストバスガイドとして一条みりんも参加した。
2025年2月9日、神楽音緒が第30回「電撃大賞」大賞作『魔女に首輪は付けられない』の朗読コンテストで「ローグ賞」を受賞した。